# Castillo de Bowman
El castillo de Bowman, también conocido como castillo Nemacolin, es un pequeño fortín localizado en Pensilvania, Estados Unidos.

## Historia
Fue construido poco después de la guerra revolucionaria americana, en la década de 1780. Jacob Bowman comenzó a construir el castillo durante la década de 1790 a mediados y finales. El puesto de operaciones estaba situado en Redstone Creek. La comunidad construyó barcos para los viajeros y comerciantes de los ríos Ohio y Misisipi. Probablemente más de 1200 años antes de la construcción del puesto de comercio fuerte o castillo, los pueblos indígenas también habían encontrado un sitio estratégico. El castillo es uno de los grandes edificios de la década de 1850 (una vez fue el sitio del antiguo Fort Burd).
Su nombre alternativo, el castillo de Nemacolin, fue derivado de Sendero Nemacolin, nombrado después de que el jefe Shawnee que ayudara a mejorar y marcar el antiguo camino a través de los nativos americanos Alleghenies. Tres generaciones de la familia de Bowman fueron los únicos que vivieron en la casa-castillo. Jacob Bowman y su esposa iniciaron la construcción de la primera parte de la estructura en torno a 1789, con un puesto comercial en la planta baja y una habitación de arriba. Viendo que necesitaba más espacio, se añadió un vestíbulo amplio. Tuvieron nueve hijos. Luego de la muerte de Jacob en 1847, dejó la casa a su hijo Nelson. Nelson añadió el ala este de la casa y la torre de ladrillo. Nelson Bowman y su esposa, Elizabeth, también actualizaron el vivero. Aunque Nelson se casó un poco tarde, él y Elizabeth tuvieron seis hijos. Solo dos sobrevivieron hasta la edad adulta. Cuando Nelson murió en 1892, dejó la casa a su hijo Charles Bowman, quien vivió allí con su esposa Leila hasta su muerte. Por su voluntad, la viuda Leila Bowman donó la casa a la sociedad histórica local como un museo. Es mantenido y operado como un museo por la Sociedad Histórica de Brownsville.
Fue incluido en el Registro Nacional de Lugares Históricos en 1975.